# Sözcü
Sözcü (lett. "Portavoce") è un quotidiano turco fondato il 27 giugno 2007 da Burak Akbay. Viene distribuito in tutto il Paese e  in Germania.
Erede del quotidiano Gözcü (lett. "Osservatore"), in circolazione dal 15 maggio 1996 al 1º aprile 2007, con circa 180 000 copie vendute al giorno è uno dei giornali più venduti in Turchia nonché il più popolare della stampa anti-governativa e anti-AKP.
Rispetto ad altri quotidiani di opposizione come Cumhuriyet e BirGün, l'orientamento politico di Sözcü è maggiormente improntato al kemalismo e al nazionalismo.